# Nikólaos Vgenópoulos
Nikólaos Vgenópoulos (grec moderne : Νικόλαος Βγενόπουλος), ou Nikólaos Vyenópoulos, né le 30 janvier 1926 à A. Varvara et mort le 27 décembre 1985 à Athènes, est un médecin et homme politique grec. Il est député européen.